# Polypterus retropinnis
Polypterus retropinnis, thường được gọi là cá cửu sừng Tây Phi, là một loài cá nước ngọt thuộc chi Polypterus trong họ Cá cửu sừng. Loài này được mô tả lần đầu tiên vào năm 1899.

## Phân bố và môi trường sống
P. retropinnis được tìm thấy ở các sông hồ thuộc lưu vực sông Congo và sông Ogooué. Loài này thường sống ở đáy của các con sông nhỏ, đầm lầy và các khu vực ngập nước.

## Mô tả
Cá khủng long là những loài cá nguyên thủy có cấu tạo hàm giống với những loài động vật bốn chân hơn là Phân lớp cá xương. Chúng cũng có phổi đơn giản được sử dụng để hô hấp, và có thể hít thở lấy không khí nếu nước không có đủ hàm lượng oxy hòa tan.
P. retropinnis có thân hình trụ dài, với chiều dài ở loài trưởng thành là 35 cm. Ngoài cấu tạo hàm có chiều dài tương tự nhau, P. retropinnis được phân biệt với những loài trong chi qua màu sắc ở vùng mống mắt của chúng, với những khoảng màu trắng kem xen kẽ với các chấm đen. Vây lưng có khoảng từ 7 đến 9 các vây nhỏ, mỗi vây đều có ngạnh sắc nhọn. Vây ngực có 30 đến 32 vây tia mềm và vây hậu môn có khoảng 12 - 15 ngạnh sắc.
Lưng và 2 bên thân của P. retropinnis có màu nâu ôliu với các mảng màu nâu sậm; phần bụng có màu kem. Vây lưng và đuôi có màu be với các sọc chấm màu đen. Vây ngực có các đốm đen ở gốc và những hàng chấm nhỏ như vây đuôi. Vây bụng và hậu môn có màu hơi trắng.
Thức ăn của loài này các loài động vật cỡ nhỏ, bất cứ thứ gì vừa miệng nó.